# Paul Reichard
Paul Reichard (Neuwied, 2 de diciembre de 1854 -  Berlín, 16 de septiembre de 1938) fue un explorador alemán.

## Biografía

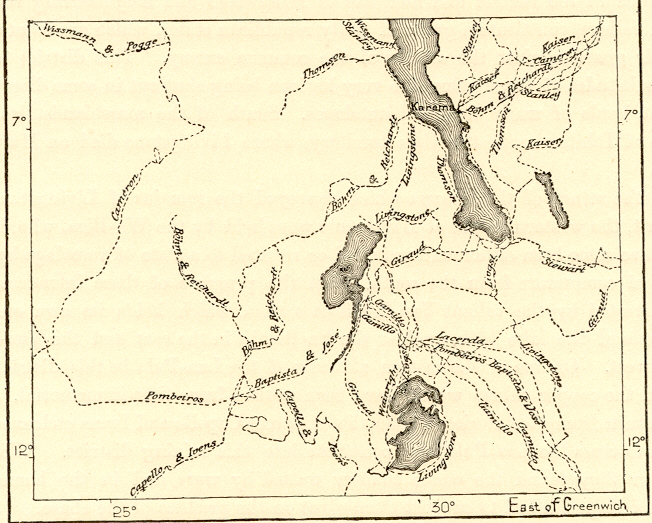
Expediciones de investigación en África Central con las rutas de viaje de Böhm, Kaiser y Reichard (mapa alrededor de 1890)

Estudió en la Escuela Politécnica de Múnich, actual Universidad Técnica de Múnich, y trabajó como industrial en Kaiserslautern. 
En 1880, se unió como voluntario a una expedición de la Sociedad Africana en Alemania, que estaba siendo preparada para establecer una estación científica en África Oriental. Reichard aportó cincuenta mil marcos como contribución a los costes de la expedición. El líder de la expedición fue el capitán von Schoeler, quien pronto regresó a Europa. En la expedición también participaron el zoólogo Richard Böhm y el topógrafo Emil Kaiser. En julio de 1880, los miembros de la expedición comenzaron su viaje hacia el interior desde la ciudad de Bagamoyo. En noviembre fundaron la estación Kakoma, cerca de Tabora, en la actual Tanzania, y permanecieron allí durante nueve meses. Luego la estación se trasladó a Igonda.  
En octubre de 1882, Kaiser murió durante un viaje de investigación al lago Rukwa. En diciembre, Reichard y Böhm abandonaron Igonda y pasaron medio año en la región del lago Tanganica, explorando las zonas del Congo al oeste del lago. Luego viajaron hacia el suroeste, cruzaron el río Luapula en octubre de 1883 y llegaron allago Upemba, en Katanga, donde Böhm murió de fiebres en marzo de 1884. Reichard atravesó con grandes dificultades el reino de Msidi, y regresó al este hasta el lago Tanganica, al que llegó a finales de noviembre de 1884. Consiguió llegar de nuevo a la costa del Océano Índico y a Zanzíbar después de cinco años y siete meses de ausencia.  
Böhm y Reichard habían, según el entendimiento europeo, realizado «adquisiciones de tierras» en las regiones por las que pasaron y, en febrero de 1886, Reichard solicitó un protectorado alemán sobre partes de Katanga. Sin embargo, la zona fue otorgada por el gobierno alemán al llamado Estado Libre del Congo, por lo que no se concedió ningún protectorado.  
Después de su regreso a Europa, Reichard vivió temporalmente en Niza y más tarde en Berlín-Charlottenburg. 

## Obras
Reichard escribió numerosos informes de sus expediciones en revistas de geografía y etnología: 
- Bericht über eine Reise nach Urua und Katanga [Reportaje sobre un viaje a Urua y Katanga]  (1885).
- Die Wanjanuesi [Los Wanjanuesi]  (1889).
- Das afrikanische Elfenbein und sein Handel [Marfil africano y su comercio] (1889).
- Was soll mit den befreiten Sklaven geschehen [¿Qué debe pasar con los esclavos liberados?] (1889).
- Vorschläge zu einer praktischen Reiseausrüstung für Ost- und Centralafrika [Sugerencias de equipo práctico para viajes por África Oriental y Central]  (1889).
- Dr. Emin Pascha. Ein Vorkämpfer der Kultur im Innern Afrikas [Doctor Emin Pasha. Un adalid de la cultura en el interior de África] (1891).
- Deutsch-Ostafrika. Das Land und seine Bewohner. Seine politische und wirtschaftliche Entwicklung [África Oriental Alemana. El país y sus habitantes] (1892).